# Briseis
Briseis, enligt den grekiska mytologin en trojansk änka från Lyrnessos som rövades bort av Akilles efter att hennes make Mines och hennes bror dött i det trojanska kriget.
Efter att Akilles övertalat Agamemnon att ge upp sin slavinna Kryseis till hennes far, Apollonprästen Kryses, lät Agamemnon sina män Talthybius och Eryrates gripa Briseis som kompensation. Homeros verk Iliaden börjar med att Akilles som svar på denna förolämpning drar sig tillbaka i vrede till sitt tält och vägrar kämpa i kriget, vilket blir upptakten till många av händelserna i Iliaden. Med Akilles ute ur striden fick trojanerna en rad framgångar. När Agamemnon till sist återlämnade Briseis till Akilles svor han på att hon fortfarande var orörd, och Briseis själv svor på sin trohet mot Akilles.
I filmen Troja från 2004 presenteras Briseis roll åtskilligt utfylld, och den verkar ha lånat åtskilliga drag från Kassandra och Kryseis.